# Marianna von Klinski-Wetzel
Marianna von Klinski-Wetzel (geboren 1939 in Münster als Marianna von Klinski) ist eine deutsche Lehrerin und Regionalhistorikerin. Sie stammt aus dem pommerellischen Adelsgeschlecht von Rautenberg-Klinski.

## Werke
- Marianna von Klinski-Wetzel, Gerhard Mieth: "Wildpark-West a. d. Havel – Die Geschichte der Wiese Gallin", Wildpark-West, 2. Auflage 2008
- Marianna von Klinski-Wetzel, Peter R. Wetzel, Jens Henker, Thomas Kersting: „Werder (Havel). 700 Jahre Ortsgeschichte: Band 1: Der Ursprung der Stadt“, Knotenpunkt Verlag, Potsdam 2014
- Marianna von Klinski-Wetzel: "Zur alten Geschichte des Schwielowsees und der drei Orte Caputh, Ferch und Geltow", Wildpark-West 2016
- Marianna von Klinski-Wetzel, Peter Rudolf Wetzel: "Zur alten Geschichte von Werder a.d. Havel vom Jahr 1317 bis zum Jahr 1740", Wildpark-West 2016
- Marianna von Klinski-Wetzel, Peter Rudolf Wetzel: "Ritter Sloteko und seine Reisen mit dem askanischen Hof", Wildpark-West 2017